# Dysauxes famula
Dysauxes famula là một loài bướm đêm thuộc phân họ Arctiinae, họ Erebidae.